# 顔元

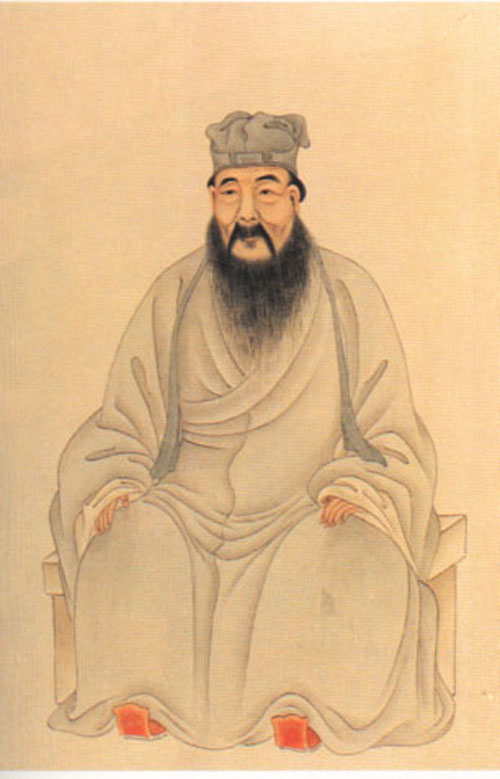
顔元

顔 元（がん げん、拼音: Yán Yuán、1635年 - 1704年）は、中国清代初期の学者。字は渾然または易直。号は習斎。弟子たちは文孝先生と諡する。李塨と並ぶ顔李学派の筆頭。保定府博野県の出身。

## 略伝
父の顔昶は兵乱のために生死不明となり母は他家に嫁いだため蠡県劉村で母の養父に育てられる。順治年間（1644年-1661年）に諸生に補せられたが、のちに捨て去って、漳南書院の主講となって文事・武備・経史・芸能の課を設け指導にあたった。その友人には陸桴亭・刁文孝・張仲誠・王法乾、門下として李塨・王源などがいる。

## 学問
8歳の時に呉洞雲について儒学を、14歳になって寇謙之の丹法と運気の術を学ぶ。19歳の時に賈珍に師事する。23歳の時には兵法を、24歳の時には彭好古に出会い陸九淵や王陽明の学を研究。「静座持敬」を実行し、張羅哲の性論を駁論し呂文輔が朱熹による四書の注に矛盾があることを指摘するとその擁護に回った。
34歳の時、祖母の朱氏が亡くなりその葬祭を「文公家礼」に従って執行したが心満たされず、古礼を調べ、周礼のいう「六徳六行六芸」や孔子の「四教」は、禅宗に染まった宋学によって歪められて伝わっていることを発見した。
宋・明時代の儒学の旧習を排し王陽明の学に近く、躬行実践・経世治用を主とし、堅忍刻苦を説いた。著として『存性』『存学』『存治』『存人』があり、のちに弟子の戴望が編修して『顔氏学記』とし、今は『顔李叢書』に収められる。

## 評価
顔李学派の思想は、民国初期になると梁啓超や胡適によりプラグマティズム的な思想として再評価された。